# Eric Jacobson (Trompeter)
Eric Jacobson (* um 1975) ist ein US-amerikanischer Jazz-Trompeter.
Jacobson studierte von 1993 bis 1997 an der University of Wisconsin–Whitewater Trompete bei Frank Hanson und Jazzmusik bei Steve Wiest. Er nahm außerdem Unterricht bei Brian Lynch, Alex Norris, Ryan Kisor, David Cooper, Mike Plog, Allen Johnson, Jim Rotondi und Wynton Marsalis. Von 2010 bis 2013 war er mit der Soulband Kings Go Forth auf internationalen Tourneen. 
Seit 2010 ist er Trompeter des Jazz-Sextetts We Six, für das er auch Arrangements und Kompositionen schrieb. Außerdem trat er u. a. in Chicago in der Green Mill mit der Gruppe Chicago Yestet und in Andy’s Jazz Club mit dem Chicago Jazz Orchestra auf und arbeitete häufig mit der in Milwaukee beheimateten Latin-Band De la Buena zusammen. Als Studiomusiker nahm er mit Johannes Wallmann The Sweet Minute Big Band und mit Willie Porter die CD Human Kindness auf. Discover, eine CD als Bandleader, nahm er für Brian Lynchs Jazzlabel Holistic MusicWorks auf.